# Nkosazana Dlamini-Zuma
Nkosazana Clarice Dlamini-Zuma (Sud-àfrica, 27 de gener de 1949) és una de política sudáfricana i una activista anti- apartheid. Va ser ministra sud-africana de Salut (1994-1999), sota la presidència de Nelson Mandela i després Ministra de Relacions Exteriors del 17 de juny de 1999 al 10 de maig de 2009 sota els presidents Thabo Mbeki i Kgalema Mothlanthe. Posteriorment es va traslladar a la posició de Ministra de l'Interior en el gabinet del president Jacob Zuma, el seu exmarit de qui es va divorciar en 1998, el 10 de maig de 2009. El 15 de juliol de 2012, Dlamini-Zuma va ser escollida per la Comissió de la Unió Africana com la seva presidenta, convertint-se en la primera dona a dirigir l'organització (inclòs el seu predecessor, l'Organització de la Unitat Africana.

## Primers anys
Dlamini-Zuma, una zulú, va néixer en Natal, la major de vuit fills. Va acabar la seva secundària en l'Amanzimtoti Training College en 1967. En 1971 va començar els seus estudis de zoologia i botànica a la Universitat de Zululandia, on va obtenir una llicenciatura en ciències (BSc). Posteriorment va començar els seus estudis de medicina a la Universitat de Natal.

## ANC
Durant els seus estudis en la dècada del 1970, Dlamini es va convertir en una membre activa del, en aquesta època prohibit, Congrés Nacional Africà (ANC per les seves inicials en anglès). Al mateix temps, ella era també una membre de l'Organització d'Estudiants de Sud-àfrica i va ser triada com la seva vicepresidenta en 1976.
Durant el mateix any, Dlamini-Zuma va fugir a l'exili on va realitzar els seus estudis de medicina a la Universitat de Bristol en 1978. Posteriorment va treballar com a metge a l'hospital públic de Mbabane, a Swazilàndia, on va conèixer al seu futur marit, l'actual president del partit Congrés Nacional Africà, Jacob Zuma. En 1985 va tornar al Regne Unit amb la fi de completar un diploma en la salut del nen tropical de la Universitat de Liverpool a l'Escola de Medicina Tropical. Després de rebre el seu diploma va treballar per al Comitè de Salut de l'ANC regional abans d'acceptar el càrrec de directora del Fideïcomís de Salut i Refugiats, una organització britànica no governamental.

## Govern
Durant la Convenció per una Sud-àfrica Democràtica (CODESA), les negociacions en 1992, Dlamini-Zuma, va ser part de la Comissió Assessora de Gènere. Després de les primeres eleccions democràtiques de Sud-àfrica de 1994, va ser designada com a Ministra de Salut en el gabinet del president Nelson Mandela, en què va romandre fins al 14 de juny de 1999.
Durant el seu mandat com a Ministra de Salut es va desegregar el sistema de salut i es va lliurar als pobres l'accés a l'atenció sanitària bàsica gratuïta. No obstant això en encarregar un joc educatiu sobre la SIDA, -Sarafina II- va ser criticada pel Defensor del Poble per als pobres dels mals controls financers i dels pobres els procediments engegats. Dlamini-Zuma van acordar deixar de costat el joc després de l'informe del Defensor del Poble. Dlamini-Zuma també va ser criticada per recolzar a la droga contra la sida, Virodene, que era més barat que altres drogues, però rebutjada per la comunitat científica com a ineficaç.
Amb l'ascens de Thabo Mbeki en 1999 fou nomenada Ministra de Relacions Internacionals i Cooperació. En 2005 Thabo Mbeki li va oferir la Presidència Adjunta de Sud-àfrica després d'acomiadar a Jacob Zuma però no va voler després de parlar amb els seus fills. La posició de vicepresidència va ser oferida i acceptada per Phumzile Mlambo-Ngcuka. El 10 de maig de 2009, el nou president Jacob Zuma la va nomenar Ministre de l'Interior, en què estigué fins al 3 d'octubre de 2012, quan fou nomenada presidenta de la Comissió de la Unió Africana fins que la rellevà Moussa Faki el 30 de gener de 2017.
Va tornar al govern de Jacob Zuma com a Ministre de la Presidència el 28 de febrer de 2018, i amb el nou govern de Cyril Ramaphosa el 30 de maig de 2019 fou nomenada Ministra de Governança Cooperativa i Afers Tradicionals fins al 6 març 2023.

## Honors
Dlamini-Zuma ha estat guardonat amb el doctor honoris causa en Dret, tant per la Universitat de Natal (1995) com per la Universitat de Bristol (1996).